# Nelsonic Industries
Nelsonic Industries是美国电子产品制造商，坐落于纽约皇后区長島市。公司还生产电子游戏品牌授权游戏手表，包括「《超级马力欧》系列」游戏手表。